# Эшберн, Джордж
Джордж Эшберн (англ. George W. Ashburn) (1814 — 30 марта 1868) — радикальный республиканец, убитый Ку-клукс-кланом в Колумбусе, штат Джорджия, за свою поддержку афроамериканских настроений. Он был первой жертвой убийства клана в Джорджии.

## Ранние годы
Эшберн родился в Северной Каролине в 1814 году. Он переехал в Джорджию примерно в 1830 году. Он выступал против сецессии Джорджии, поэтому, когда началась Гражданская война, он переехал на Север, сформировал отряд из южан-лоялистов и получил звание полковника федеральной армии.
После того как президент Авраам Линкольн был убит в апреле 1865 года, Эшберн написал письмо Эндрю Джонсону, в котором утверждал, что убийство было совершено «рукой Бога» на том основании, что Линкольн не был должным образом подготовлен к наказанию бывших конфедератов за их деяния. В 1843 году он женился на Джорджии Райли. У них была одна дочь.

## Послевоенный период
В конце войны Эшберн вернулся в Колумбус, штат Джорджия, и был назначен судьей военным губернатором Джорджем Гордоном Мидом. На этой должности он работал над устранением политических недостатков всех бесправных жителей штата. Эшберн призвал к порядку Конституционную Конвенцию Джорджии 1867 года, состоявшуюся в Атланте, которая также была направлена на устранение препятствий, установленных на правах афроамериканцев после окончания рабства. Эшберн был автором положений новой Конституции, гарантировавших гражданские права чернокожим. На съезде Эшберн предложил, чтобы новая Конституция была введена в действие, даже если народ Джорджии не согласится с ней.
Рассматриваемый своими белыми соседями в Колумбусе как мошенник, он работал с Бюро Фридменса и вместе с афроамериканскими лидерами, такими как Генри Макнил Тернер. Его действия быстро создали несколько врагов по всему югу. Эшберн жил среди афроамериканского населения и привлек внимание Ку-клукс-клана, который основал свое отделение в Колумбусе 21 марта 1868 года после визита Натана Бедфорда Форреста. Генри Беннинг свидетельствовал, что мистер Эшберн «бросил свою жену и связался с негритянкой в Колумбусе».

## Убийство
В ночь на 30 марта 1868 года Эшберн участвовал в огромном собрании чернокожих и республиканцев в Темперанс-Холле в Колумбусе, штат Джорджия. Одним из выступавших был Генри Макнил Тернер. Сразу после полуночи Эшберн был убит в доме на углу 13-й авеню и 2-й улицы группой из пяти хорошо одетых мужчин в масках.

## Политическое освобождение
Во время убийства Эшберна Джорджия все еще находилась под военным губернаторством генерала Джорджа Мида (победителя Геттисберга), третьего военного округа. Узнав об убийстве, Мид ввел в Колумбусе военное положение, отстранив мэра от должности и приказав немедленно арестовать всех подозреваемых. Процесс, начавшийся 29 июня, привлек внимание всей страны, поскольку более двадцати человек были арестованы и содержались в Форте Макферсон. Заключенные состояли в основном из видных белых жителей Колумбуса. Генерал Генри Льюис Беннинг и бывший вице-президент Конфедерации Александр Стивенс согласились представлять интересы обвиняемых.
Федеральное правительство настаивало на том, чтобы Джорджия ратифицировала четырнадцатую поправку, в то время как Законодательное собрание Джорджии сопротивлялось ей. Защитники клана увидели возможность для сделки. 21 июля, по ходу процесса, Джорджия согласилась ратифицировать 14-ю поправку в обмен на прекращение генералом Мидом уголовного преследования убийц. Все заключенные вышли под залог и вернулись в Колумбус. Никто никогда не подвергался судебному преследованию.

## Национальное внимание
Газеты по всей территории Соединенных Штатов освещали это убийство и последующий судебный процесс. Силы в поддержку Ку-клукс-клана на юге извлекли выгоду из этих событий, опубликовав полнометражную книгу о судебном процессе под названием «радикальное правление: военное возмущение в Джорджии».